# Бојна коса
Бојна коса (пољ. kosa bojowa) је врста оружја на мотки слично глејву. У доста случајева ово оружје се правило само тако што би се прерадила коса. Углавном су је користили сељаци, на пример у 18. и 19. веку бојна коса је била широко распрострањена међу пољским радницима и сељацима, али користила се и ван Пољске у Европи и у древним временима. Коса као алатка за кошење је у 19. веку била јако популарна међу сељацима, јер је врло лако могла да се претвори у смртоносно оружје.
Као оружје на мотки бојну косу карактерише велики домет (у блиској борби ), и велика сила пробоја помоћу снаге полуге. Има забележених података како је коса пробијала металне шлемове. Косе су се могле користити у зависности од тактике за сечење или за пробадање, а својим изгледом су имале психолошки утицај на непријатеља.